# Bactrocera munda
Bactrocera munda är en tvåvingeart som först beskrevs av Mario Bezzi 1919.  Bactrocera munda ingår i släktet Bactrocera och familjen borrflugor. Inga underarter finns listade.